# Diocese de Ourinhos
A Diocese de Ourinhos (em latim: Dioecesis Parvauratana) é uma circunscrição eclesiástica da Igreja Católica pertencente à Província Eclesiástica de Botucatu e ao Conselho Episcopal Regional Sul I da Conferência Nacional dos Bispos do Brasil, da Arquidiocese de Botucatu. Sua sede é o município de Ourinhos, no estado de São Paulo. A sé episcopal é a Catedral do Senhor Bom Jesus.

## História
A diocese de Ourinhos foi criada em 30 de dezembro de 1998 por Sua Santidade, o Papa João Paulo II, tendo seu território composto por regiões desmembradas das dioceses de Assis e Itapeva, além da Arquidiocese de Botucatu. Seu primeiro bispo foi o italiano Dom Salvador Paruzzo. Em 19 de maio de 2021 Dom Eduardo Vieira dos Santos foi transferido pelo Papa Francisco para a Diocese de Ourinhos. A sua posse da Sé de Ourinhos foi no dia 3 de julho de 2021, iniciando-se às 15:00, na Catedral do Senhor Bom Jesus, em Ourinhos.

## Administração
Bispos diocesanos:
| #      | Nome                          | Período    | Notas         |        |
| Bispos | Bispos                        | Bispos     | Bispos        | Bispos |
| ------ | ----------------------------- | ---------- | ------------- | ------ |
| 2º     | Dom Eduardo Vieira dos Santos | 2021–atual |               |        |
| 1º     | Dom Salvador Paruzzo          | 1999–2021  | Bispo emérito |        |

## Foranias
A diocese de Ourinhos divide-se em quatro foranias:  Ourinhos, Santa Cruz do Rio Pardo, Piraju e Ocauçu.
Forania de Ourinhos
- Canitar
- Chavantes
- Ourinhos
- Salto Grande

Forania de Santa Cruz do Rio Pardo
- Bernardino de Campos
- Espírito Santo do Turvo
- Ipaussu
- Santa Cruz do Rio Pardo

Forania de Piraju
- Fartura
- Manduri
- Óleo
- Piraju
- Sarutaiá
- Taguaí
- Tejupá
- Timburi

Forania de Ocauçu
- Alvinlândia
- Campos Novos Paulista
- Lupércio
- Ocauçu
- Ribeirão do Sul
- Ibirarema
- São Pedro do Turvo
- Ubirajara